# Понтска република
Понтска република је била предложена понтска држава у североисточном делу модерне Турске од 1917. до 1919. године. Понтска република никада није званично проглашена, али је централна влада државе постојала, мада не заузимајући све покрајине. Понтски Грци су се побунили против Османског царства за време Првог светског рата, под вођством трапезунтског патријаха, Крисанта.